# Омар Рудберг
Омар Жозуе Рудберг (швед. Omar Josúe Rudberg; 12 листопада 1998) — шведський співак і актор. У 2010 році хлопець взяв участь у шведському шоу талантів «Talang», а у 2017, 2019 та 2022 роках — у шведському відборі на Євробачення — Melodiefestivalen. З 2013 по 2017 роки співав у попгурті FO&O, а після його розпаду почав сольну кар'єру. Його сольні сингли «Om om och om igen» та «Dum» стали хітами у Швеції. У 2021 році почав акторську кар'єру, зігравши одну з головних ролей у шведському серіалі «Молоді монархи».

## Біографія
Омар Рудберг народився у Венесуелі, але разом з мамою переїхав до Оси, міста у комуні Кунгсбака у Швеції, коли хлопцю було 6 років.  У 7 років Омар захопився Майклом Джексоном так, що вивчив усі його пісні та танцювальні рухи.
Омар почав співати з 10 років та завжди уявляв себе на великій сцені. 
«I want to see my music topping on the charts around the world one day. That is one of my dreams!» — Омар для журналу Vanity Teen
«Одного дня я хочу побачити, як моя музика посіла перше місце у чартах всього світу. Це одна з моїх мрій!» — Омар для журналу Vanity Teen.
Навчався у Varlaskolan та Åsa Gårdsskola, але до старшої школи не пішов, через що відчуває ніби щось пропустив.
Зараз пісні Омара вже подолали позначку 50 мільйонів прослуховувань на платформі Спотіфай.

## Розвиток кар'єри
У 2010 році взяв участь у шведському конкурсі талантів «Talang», де заспівав пісню Рікі Мартіна «Livin' La Vida Loca».
Після цього його мама, Вілнур, почала записувати співи сина та публікувати на Ютуб, де хлопця помітила фірма звукозапису, яка на той момент створювала музичний гурт.
З 2013 по 2017 рік Омар був учасником бойз-бенду FO&O, також відомого як the Fooo Conspiracy. У 2015 році гурт співав на розігріві у британського бойз-бенду One Direction. У 2017 році хлопці взяли участь у внутрішньому відборі на Євробачення — конкурсі Melodiefestivalen, з піснею «Gotta Thing About You», пройшли у фінал, але не перемогли. Того ж року бойз-бенд взяв перерву, а хлопці розпочали сольні кар'єри.

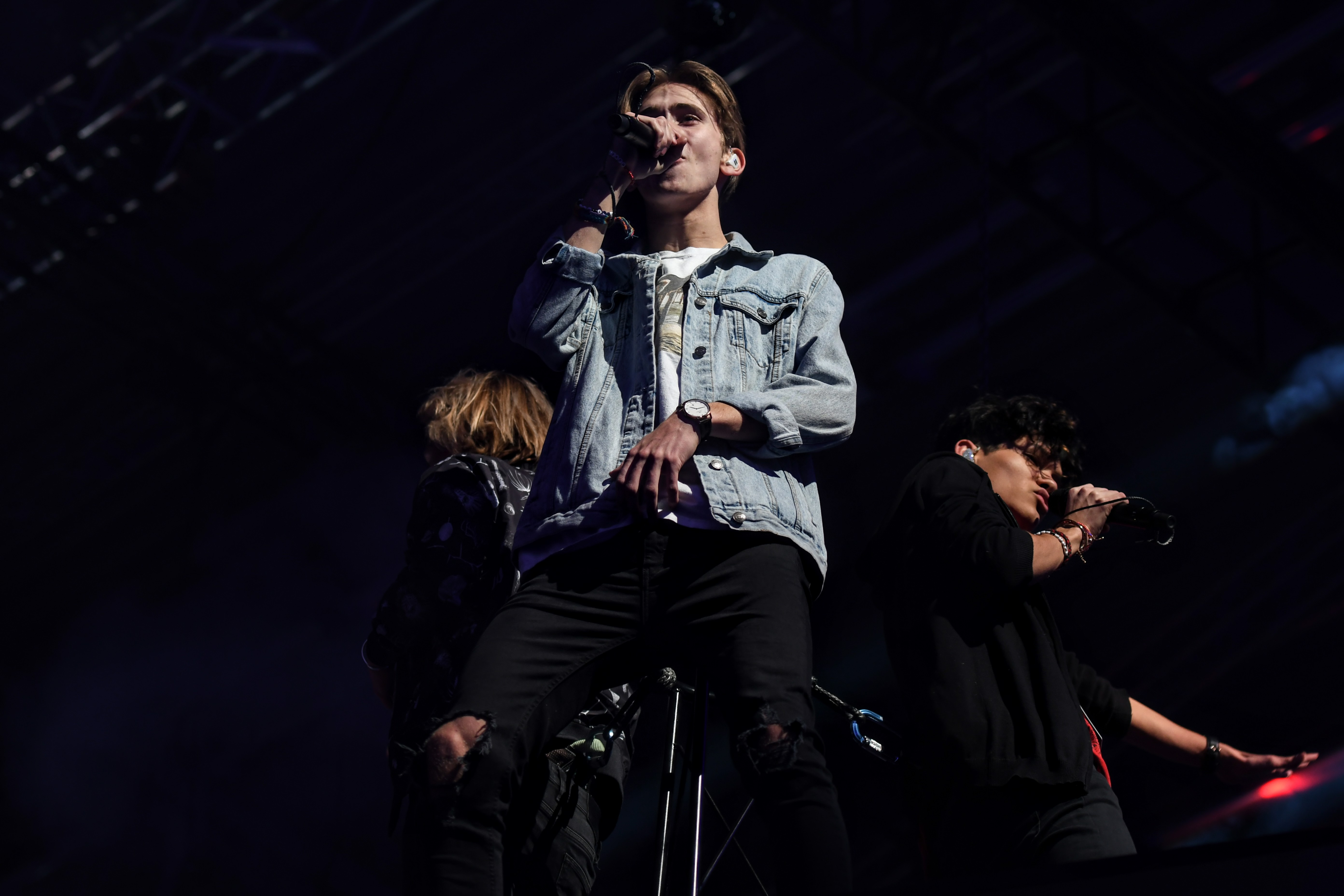
FO&O 04 @ Melodifestivalen 2017 - Jonatan Svensson Glad

Перший сольний сингл Омара «Que pasa» був створений разом зі шведським репером Lamix і вийшов у 2018 році. Після цього вийшов ще один сингл «La mesa», який був записаний разом з репером Еліасом Гуртігом. 
У 2019 році співак повторив спробу на конкурсі Melodiefestivalen, виступивши з піснею «Om om och om igen», але не вийшов до пів фіналу. Пісня потрапила до шведського рейтингу 20 найкращих пісень.

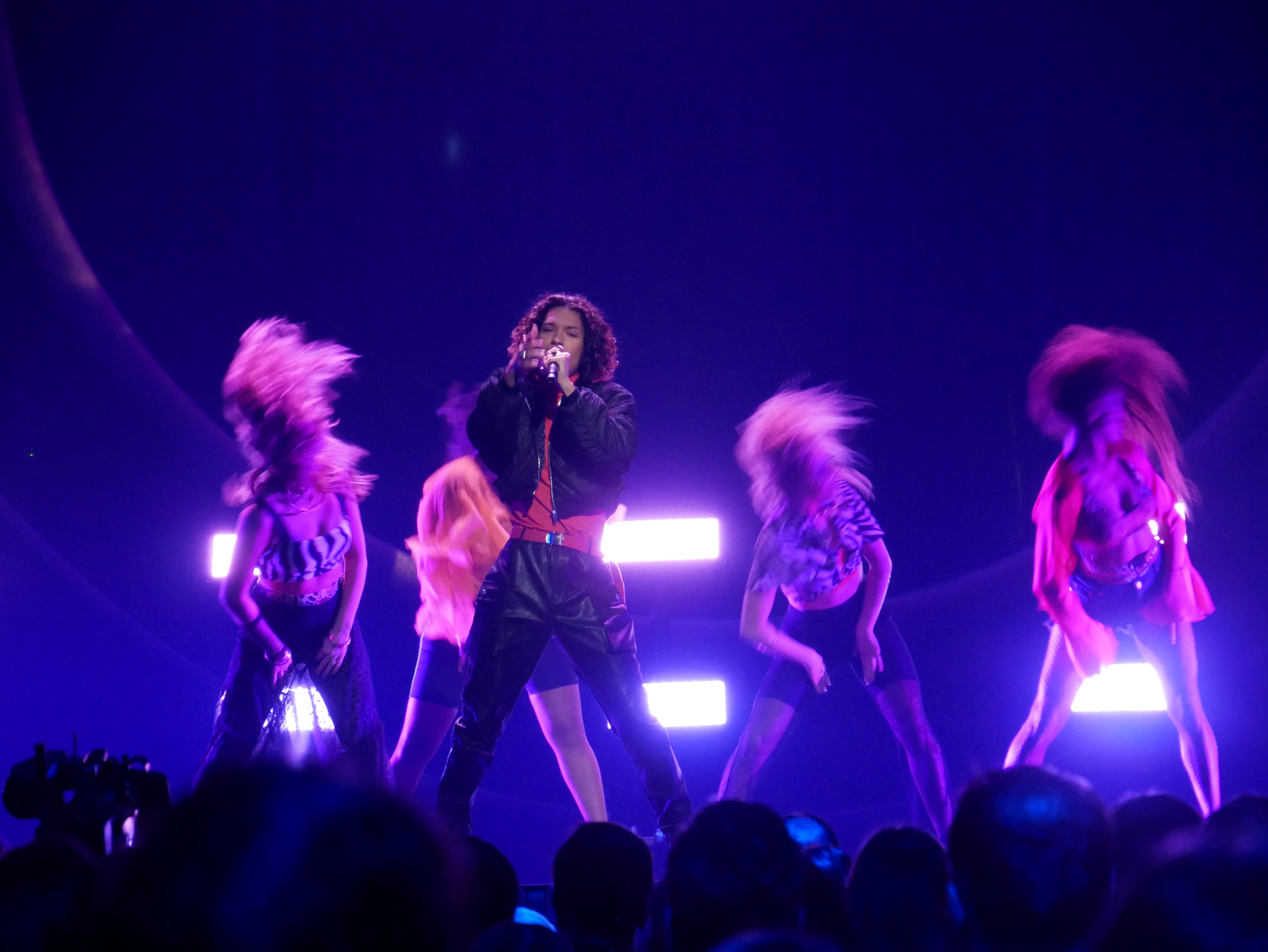
Omar Rudberg.Melodifestivalen2019.19e114.1020616

У 2021 році Омар записав пісню «Alla ba ouff» для рекламної кампанії Coca Cola.
Того ж року він розпочав кар'єру актора, зігравши Сімона Ерікссона у шведському серіалі від Нетфліксу — «Молоді монархи». Для серіалу він записав кавери на пісні «It Takes a Fool to Remain Sane» — The Ark, яка стала гімном серіалу, та «Remember» — Seinabo Sey.
У 2022 році Омар утретє взяв участь у Melodifestivalen з піснею «Moving like that», але вибув у першому відборі. 

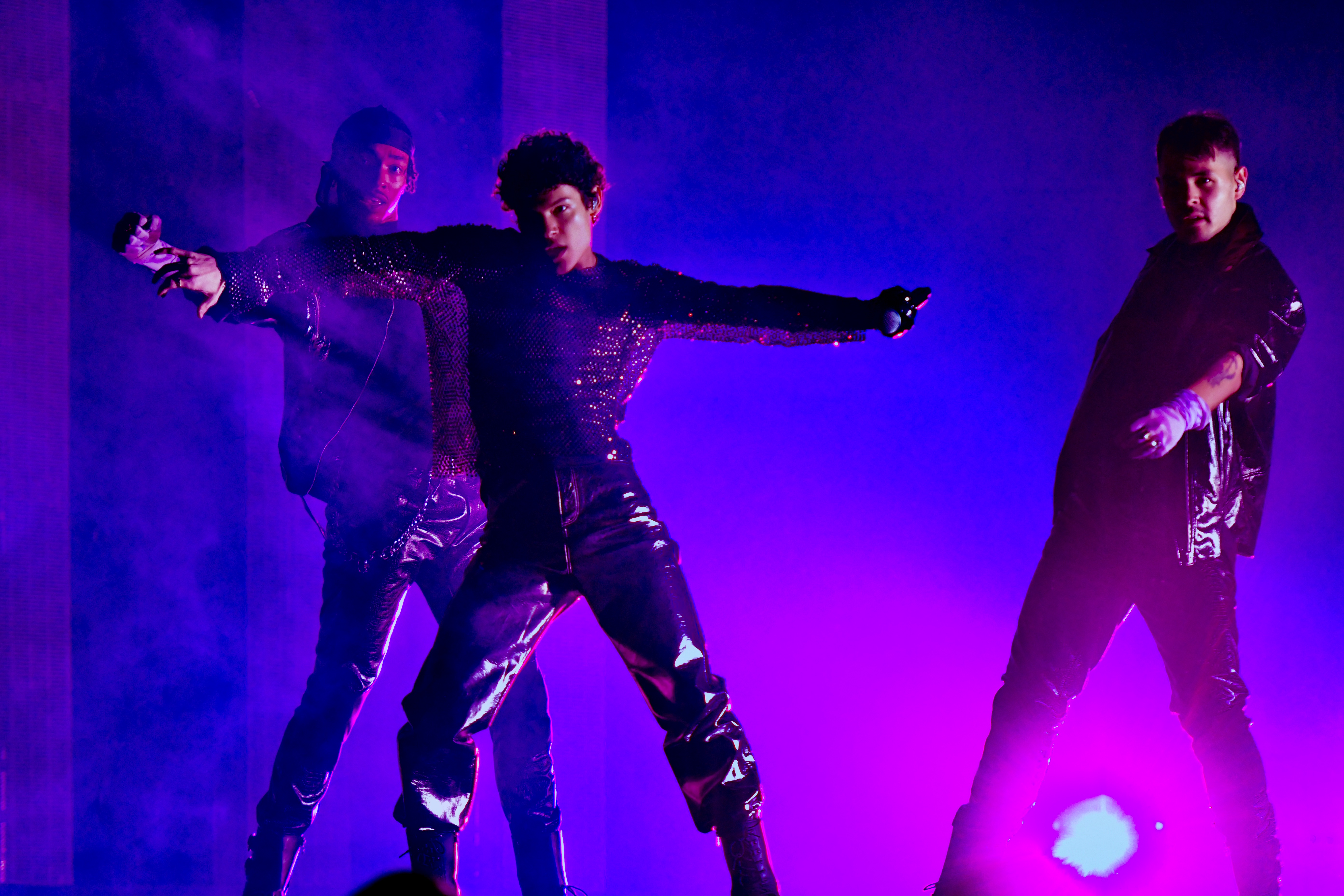
Omar Rudberg - Melodifestivalen 2022, deltävling 1, fredagen 265

Зараз співак працює над своїм першим сольним альбомом, але активно випускає нові сингли. У своїх піснях він поєднує шведську та іспанські мови, на що ніхто раніше не наважувався.

## Благодійність
У жовтні 2021 року співак взяв участь у благодійному фестивалі, присвяченому кліматичним змінам, «Climate Live Sweden».
18 грудня того ж року Омар разом з колегою по знімальному майданчику, Едвіном Рюдінгом, виступав на ще одному благодійному заході ― «Musikhjälpen». Тема цьогорічного фестивалю була присвячена світу без дитячої праці.
З початку російсько-Української війни співак неодноразово підтримував Україну у соціальних мережах, а його мама відкрила благодійний збір коштів для гуманітарної допомоги Україні.

## Особисте життя
Омар стверджує, що не відчуває потреби визначати свою сексуальну орієнтацію, та зазначає, що закохується в людину незалежно від статі.

## Дискографія

### Мініальбоми
- Omar Covers (2021 рік)[26]

### Сингли
- «Que pasa» (featuring Lamix) (2018 рік);
- «La mesa» (featuring Elias Hurtig) (2018 рік);
- «Om om och om igen» (2019 рік);
- «På min telephone toda la noche» (2019 рік);
- «Dum» (2020 рік);
- «Jag e nån annan» (2020 рік);
- «Läppar» (2020 рік);
- «Alla ba ouff» (2021 рік);
- «It Takes a Fool to Remain Sane» (2021 рік);
- «Yo Dije OUFF» (2021 рік);
- «Mi Casa Su Casa» (2022 рік);
- «Moving Like That» (2022 рік).

## Фільмографія
- Молоді монархи (2021 — 2024рр.)
- Карусель (2023р.)

## Нагороди та номінації
| Рік  | Нагорода                                 | Категорія        | Отримувач      | Результат |
| ---- | ---------------------------------------- | ---------------- | -------------- | --------- |
| 2021 | Стокгольмський міжнародний кінофестиваль | Народження зірки | Молоді монархи | Номінація |